# Pikestones

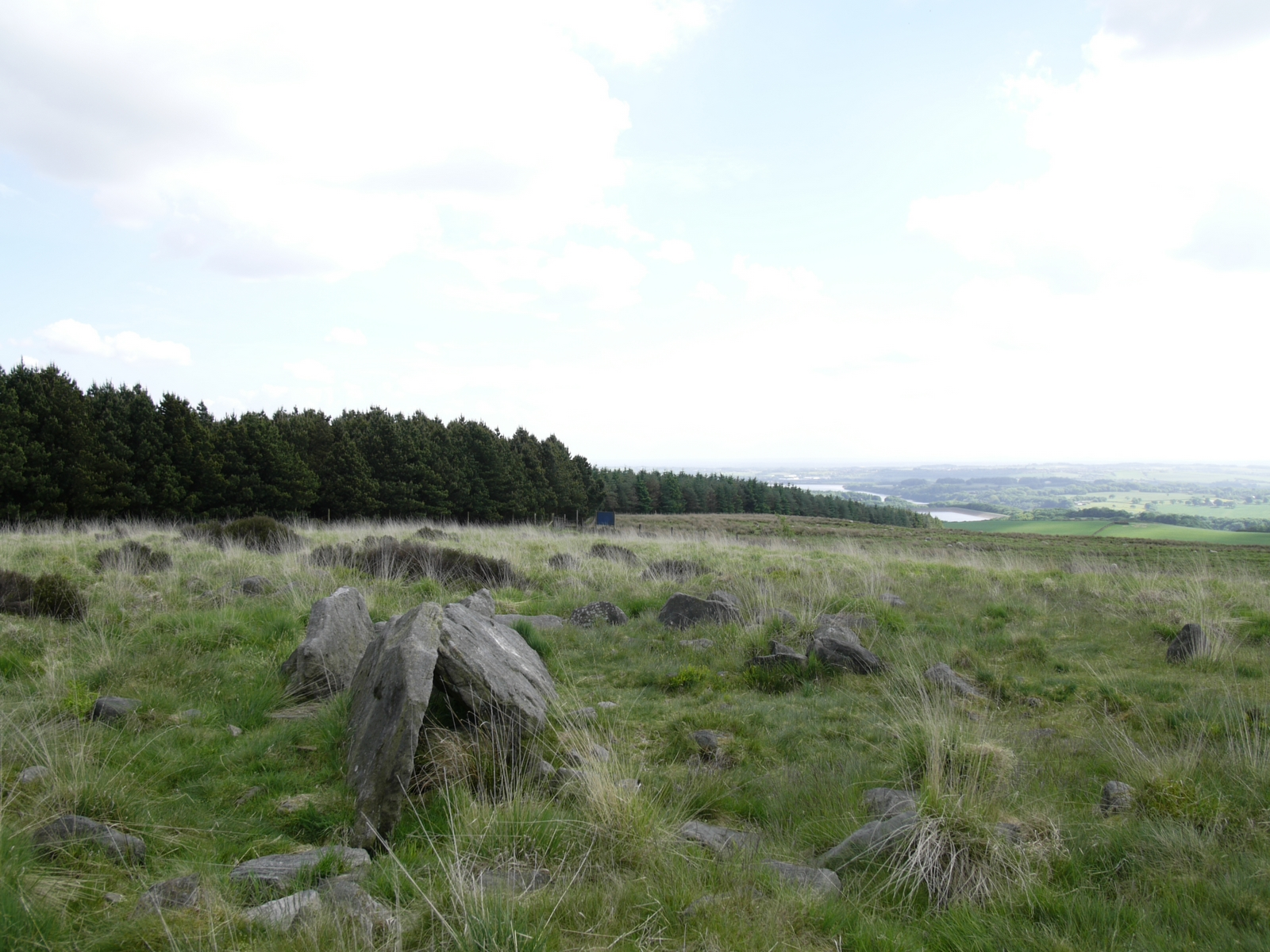
Die Pikestones von Norden

Die stark beschädigten Pikestones sind die Reste eines neolithischen Kammergrabes (englisch Chambered tomb) im Süden von Lancashire in England. Die Pikestones liegen auf dem Anglezarke Moor in den „West Pennine Moors“, östlich von Chorley und südwestlich des Great Hill und des Tumulus Round Loaf. Aus dieser Gegend ist nur noch ein weiteres Kammergrab  bekannt, der „Great Urswick Long Barrow“ (südlich von Ulverston). 
Der Nord-Süd orientierte Cairn, von dem hauptsächlich die Pikestones übrig geblieben sind, war ursprünglich etwa 45,0 Meter lang und über 15,0 Meter breit. Die Reste der von dem etwa 0,4 m hohen Restcairn bedeckten Kammer, bestehend aus fünf 1,6 bis 2,0 m großen Sandsteinplatten, liegen am höheren Ende im Norden. Die Kammer bestand aus großen, aufrechten Tragsteinen die von zwei Deckenplatten bedeckt waren. Sie war etwa 4,5 m lang und 0,9 breit und hoch. Am nördlichen Rand des Cairns konnte eine nach innen gewölbte Doppelmauer ausgemacht werden, die zur Exedra eines Vorplatzes gehörte. Der Anlagentyp ist nicht genau bestimmbar.